# Сузы
Су́зы  (перс. شوش‎ (Šuš) — Шуш) — один из древнейших городов мира. Расположен на территории современной провинции Хузестан в Иране. В III — I тыс. до н. э. — столица Элама. В VI — IV веках до н. э. — центр Сузианы, одна из столиц в государстве Ахеменидов. В III веке до н. э. — III веке н. э. — одна из столиц в Парфянском царстве. В III — VII веках — региональный центр в государстве Сасанидов.

## Этимология
По одной из версий получили название Сусан или Шушан от множества лилий (на эламском — сусан или шушун), которыми изобиловала данная местность.

## История

### Древнейший период
Первые следы обитания датируются 7 тыс. до н. э.. Расписная керамика, найденная при раскопках, датируется 5 тыс. до н. э. Устойчивое поселение возникло между 7 — 4 тыс. до н. э.

### Элам

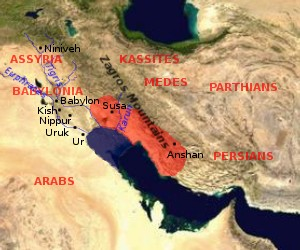
Эламское государство (выделено красным) и соседние территории

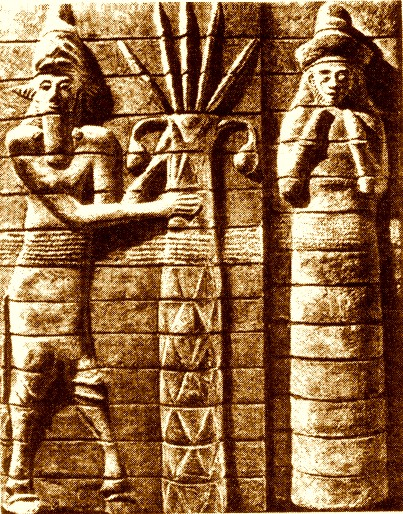
Фрагмент фриза храма Иншушинака в Сузах, XII в. до н. э. (Лувр)

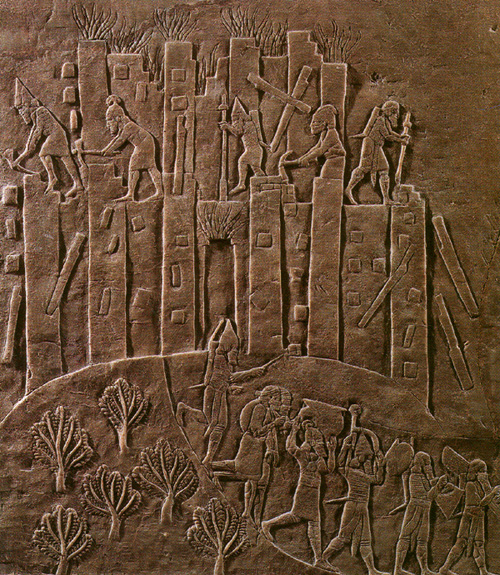
Разрушение города Ашурбанипалом

В истории Сузы получили известность как столица государства Элам. Город упоминается в ранних шумерских документах. В сочинении Энмеркар и Правитель Араттыговорится, что город посвящён богине Инанне, покровительнице Урука. Собственным покровителем Суз был бог Иншушинак.
Царь Аккада Саргон Аккадский включил Сузы (Шушан) в Аккадскую империю — по оценкам, это произошло в 2330 году до н. э. В 2240 году до н. э. город был провинциальной столицей в Аккаде, пока правитель Элама Кутик-Иншушинак не поднял восстания, освободив Сузы.
В новошумерскую эпоху Сузы были снова заняты третьей династией Ура, в 2004 году до н. э. эламский царь Киндатту разгромил Ур и сделал Сузы своей столицей.
В 1175 году до н. э. эламиты во главе с царём Шутрук-Наххунте ограбили вавилонские храмы и, в частности, доставили в Сузы трофейную вавилонскую стелу с законами царя Хаммурапи. Вавилонский царь Навуходоносор I через 50 лет в отместку разграбил Сузы.
Сузы упоминаются в Книге Юбилеев (8:21, и также: 9:2) как место, где царил библейский патриарх Шем и его старший сын Элам. Сусан упоминается в главе 8, стихе 1 данной книги как ребёнок — сын (или дочь) Элама.
В 647 году до н. э. состоялась битва при Сузах, в которой царь Ашурбанипал победил эламитов. Город был полностью разграблен и сожжён. Сохранились надписи и стелы Ашурбанипала, в которых он похваляется победами и опустошениями. Элам приходит в упадок и в течение последующего столетия постепенно прекращает существовать как независимое государство.

### Держава Ахеменидов

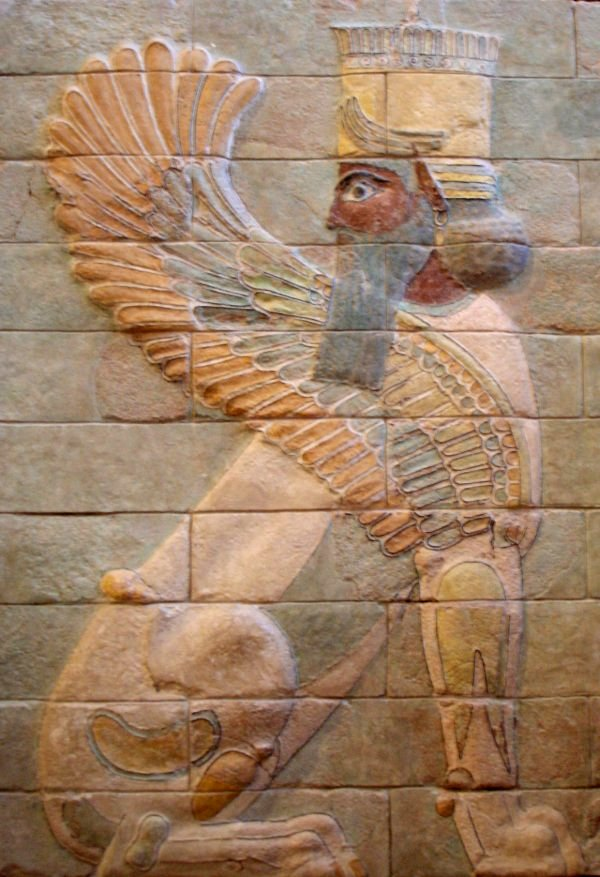
Крылатый сфинкс из дворца Дария в Сузах

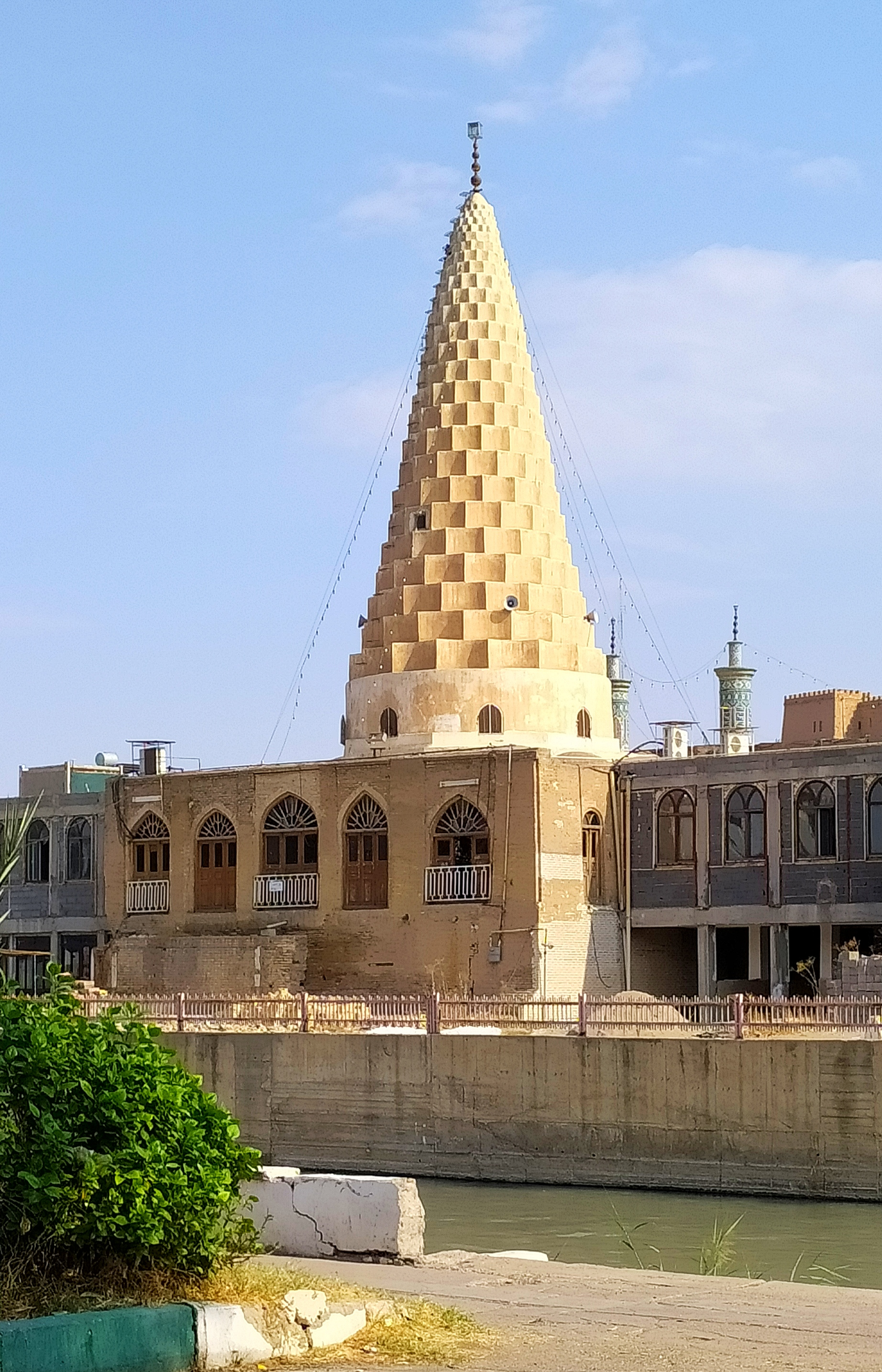
Гробница пророка Даниила

Кир Великий занял город в 538 году до н. э. Сын Кира Камбиз II перенёс свою столицу в Сузы. Дарий I нашёл слишком тесным для себя древний дворец эламских царей, построенный на искусственном холме, и перестроил его по своему вкусу; при Артаксерксе I этот дворец сгорел, а лет сто спустя, при Артаксерксе II, был отстроен заново.
Сузы (Шушан) неоднократно упоминаются в Библии — в Ветхом Завете (Танахе) в разделе Ктувим (Писания) в книгах Есфирь, Неемии и Книге пророка Даниила. Пророки Даниил и Неемия жили в Сузах по окончании Вавилонского пленения в VI веке до н. э. В Сузах Есфирь стала царицей и смогла спасти евреев от геноцида. В настоящее время здесь находится гробница пророка Даниила, которая была отмечена необычным камнем, не добывавшимся в данной местности (утрачен в XIX веке).
В 331 году до н. э. Александр Македонский покорил государство Ахеменидов и город в большой степени потерял своё политическое значение.

### Парфия
Парфяне, получив через сотню лет независимость от Селевкидов, вновь сделали Сузы своей столицей (второй столицей был Ктесифон). Римляне пять раз занимали Ктесифон, тогда резиденция парфянских царей перемещалась в Сузы. Обычно Сузы были зимней столицей, а Ктесифон — летней.
В 116 году н. э. римский император Траян занял Сузы, но не смог удержать город по причине беспорядков в самой Римской империи.

### Сасанидская империя
После прихода к власти в регионе династии Сасанидов в 224 году, город стал постепенно терять своё былое значение, поскольку столица новой персидской империи была перенесена сначала в Истахр (224—226), а затем, уже окончательно, в Ктесифон.
За мятеж жителей против агрессивной религиозной политики шахиншаха Шапура II в 350 году город был разорён и заново отстроен под названием Иран-хварра-Шапур.

### Исламская эпоха
В 638 году город был разрушен арабами-мусульманами, при завоевании ими Сасанидской империи, а в 1218 — монголами. После этого старый город был практически покинут.

### Современный период

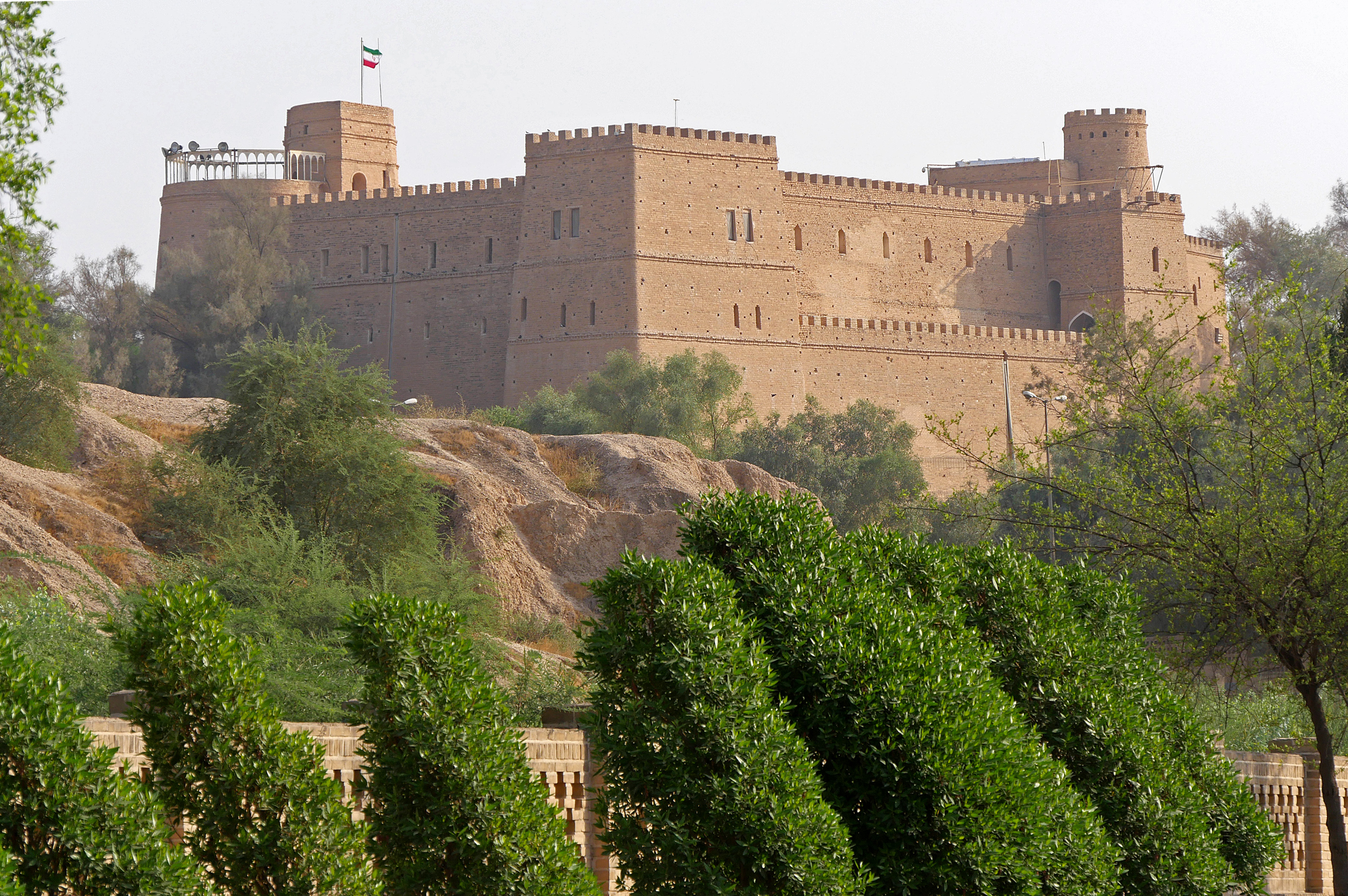
Французская крепость в Шуше (Сузы) (XIX век)

Современный Шуш — город с населением около 65 тыс. человек (на 2005 год), в котором живут мусульмане-шииты и персидские евреи — община пророка Даниила. Одним из наиболее заметных сооружений города является французская «археологическая крепость», построенная для обеспечения безопасности сотрудников экспедиции Жака де Моргана и сохранности находок.

### Археологические исследования
Территория древнего города была осмотрена в 1836 году Генри Роулинсоном и затем Остином Генри Лэйярдом. В 1851 году небольшие раскопки были произведены Уильямом Лофтусом, который идентифицировал памятник как известные из исторических источников Сузы. В 1885—1886 годах Марсель-Огюст и Жанна Дьёлафуа начали первые французские раскопки в Сузах.
Экспедиция Жака де Моргана произвела большие раскопки в 1897—1911 годах. Работы продолжались под руководством Ролана де Мекенема до начала Первой мировой войны в 1914 году. Раскопки были возобновлены после войны, вновь под руководством де Мекенема, и продолжались до Второй мировой войны. Результаты работ, относящиеся к этому периоду, остались в значительной степени неопубликованными.
Роман Гиршман возглавил руководство раскопками в 1946 году и продолжал их до 1967-го.
В 1970-е годы раскопки возобновились под руководством Жана Перро и производились до Исламской революции в Иране.
В последующие десятилетия археологическая зона страдала от нелегальных раскопок и хозяйственной деятельности местных властей.